# Gustav Fischer (ruiter)
Gustav Fischer (Meisterschwanden, 8 november 1915 - 22 november 1990) was een Zwitsers ruiter, die gespecialiseerd was in dressuur. Fischer behaalde zijn grootse individuele succes tijdens de Olympische Zomerspelen 1960 met de zilveren medaille. Samen met Henri Chammartin nam hij vijfmaal deel aan de Olympische Zomerspelen, samen kwamen ze viermaal uit in de landenwedstrijd waarbij ze twee zilveren en twee bronzen medailles behaalden.

## Resultaten
- Olympische Zomerspelen 1952 in Helsinki 8e individueel dressuur met Soliman
- Olympische Zomerspelen 1952 in Helsinki  landenwedstrijd dressuur met Soliman
- Olympische Zomerspelen 1956 in Stockholm 10e individueel dressuur met Vasello
- Olympische Zomerspelen 1956 in Stockholm  landenwedstrijd dressuur met Vasello
- Olympische Zomerspelen 1960 in Rome  individueel dressuur met Wald
- Olympische Zomerspelen 1964 in Tokio 4e individueel dressuur met Wald
- Olympische Zomerspelen 1964 in Tokio  landenwedstrijd dressuur met Wald
- Olympische Zomerspelen 1968 in Mexico-Stad 7e individueel dressuur met Wald
- Olympische Zomerspelen 1968 in Mexico-Stad  landenwedstrijd dressuur met Wald